# Lista dos deputados provinciais da 27.ª legislatura de Santa Catarina
Lista dos deputados provinciais de Santa Catarina - 27ª legislatura, anos (1888 — 1889).
| Nº | Deputado                               | Votos |
| -- | -------------------------------------- | ----- |
| 1  | Abdon Baptista                         | 613   |
| 2  | Duarte Paranhos Schutel                | 600   |
| 3  | Virgílio José Vilela                   | 599   |
| 4  | Germano Wendhausen                     | 597   |
| 5  | João Alcino de Faria                   | 592   |
| 6  | Francisco da Silva Ramos Júnior        | 580   |
| 7  | Leopoldo Hoeschl                       | 574   |
| 8  | Carlos Lange                           | 573   |
| 9  | Frederico Bruestlein                   | 560   |
| 10 | Genuino Firmino Vidal Capistrano       | 560   |
| 11 | Afonso Cavalcanti do Livramento        | 552   |
| 12 | Guilherme Asseburg                     | 549   |
| 13 | João Luís Ferreira de Melo             | 539   |
| 14 | Bernardo Antônio Nunes Barreto         | 535   |
| 15 | Jorge Ricardo da Silva                 | 530   |
| 16 | João Custódio Dias Formiga             | 517   |
| 17 | Antônio Pereira da Silva e Oliveira    | 514   |
| 18 | Francisco Gonçalves da Silva Barreiros | 457   |
| 19 | Francisco Tolentino                    | 431   |
| 20 | Honorato de Oliveira Ramos             | 434   |
| 21 | Francisco Luís de Medeiros             | 428   |
| 22 | Ovídio José da Rosa                    | 427   |
| 23 | José Joaquim Córdova Passos            | 427   |